# Museo de Historia de Gerona
El Museo de Historia de Gerona es un museo situado en la antigua Casa Cartellà de Gerona, edificio que se convertiría en convento de San Antonio durante el siglo XVIII. 

## El museo
El Museo de Historia de Gerona está situado en medio del Casco Antiguo, en un edificio de trayectoria singular, que ocupa el antiguo convento de frailes capuchinos de San Antonio del siglo XVIII, del que se conservan espacios sorprendentes como el cementerio, el claustro y la cisterna. 
El museo ofrece un recorrido cronológico por la historia de la ciudad, pasando por la Gerona romana, la medieval, la moderna y la contemporánea, en un recorrido cronológico que se completa con diversos ámbitos temáticos; igualmente, acoge un espacio dedicado a la imaginería festiva de la ciudad e incluye una sala dedicada a la sardana y a la cobla. Los espacios del museo están configurados por el edificio principal y por los espacios del museo dedicados a la Guerra civil, que forman parte de la Red de Espacios de Memoria Democrática: el refugio antiaéreo del Jardín de la Infancia, la prisión provincial y la fosa común del cementerio viejo.
El museo ofrece una programación variada de actividades. Las exposiciones temporales se llevan a cabo en diferentes espacios, dentro del museo: la sala de exposiciones, la carbonera, la cisterna y la bodega.

## Recorrido por el museo

### Un edificio emblemático
El edificio ha sido testimonio de una trayectoria histórica singular y es, en sí mismo, una auténtica maravilla que vale la pena descubrir. Contiene restos de la muralla romana de finales del siglo II o inicios del siglo III. En el siglo XV fue una destacada casa señorial gótica propiedad de la familia Cartellà; más tarde, hacia 1753, se convirtió en el Convento de San Antonio, de frailes capuchinos. Conserva, en magnífico estado, espacios interesantes del antiguo convento, que hoy son visitables en el mismo museo. Uno de esos, quizás el más emblemático, es el cementerio o secadero, un lugar que sigue el concepto barroco de la muerte. La cisterna, interesante ejemplo de aljibe con vueltas de piedra sobre pilares, la más grande del edificio, que recogía y almacenaba las aguas pluviales para abastecer de agua el convento; el claustro y la carbonera. A finales del siglo XIX fue convertido en instituto de enseñanza media. Durante la Guerra Civil, la carbonera se habilitó como refugio antiaéreo del alumnado y el personal docente del centro, así como de los vecinos y vecinas del barrio. Finalmente, desde 1981, acoge el Museo de Historia de Gerona.

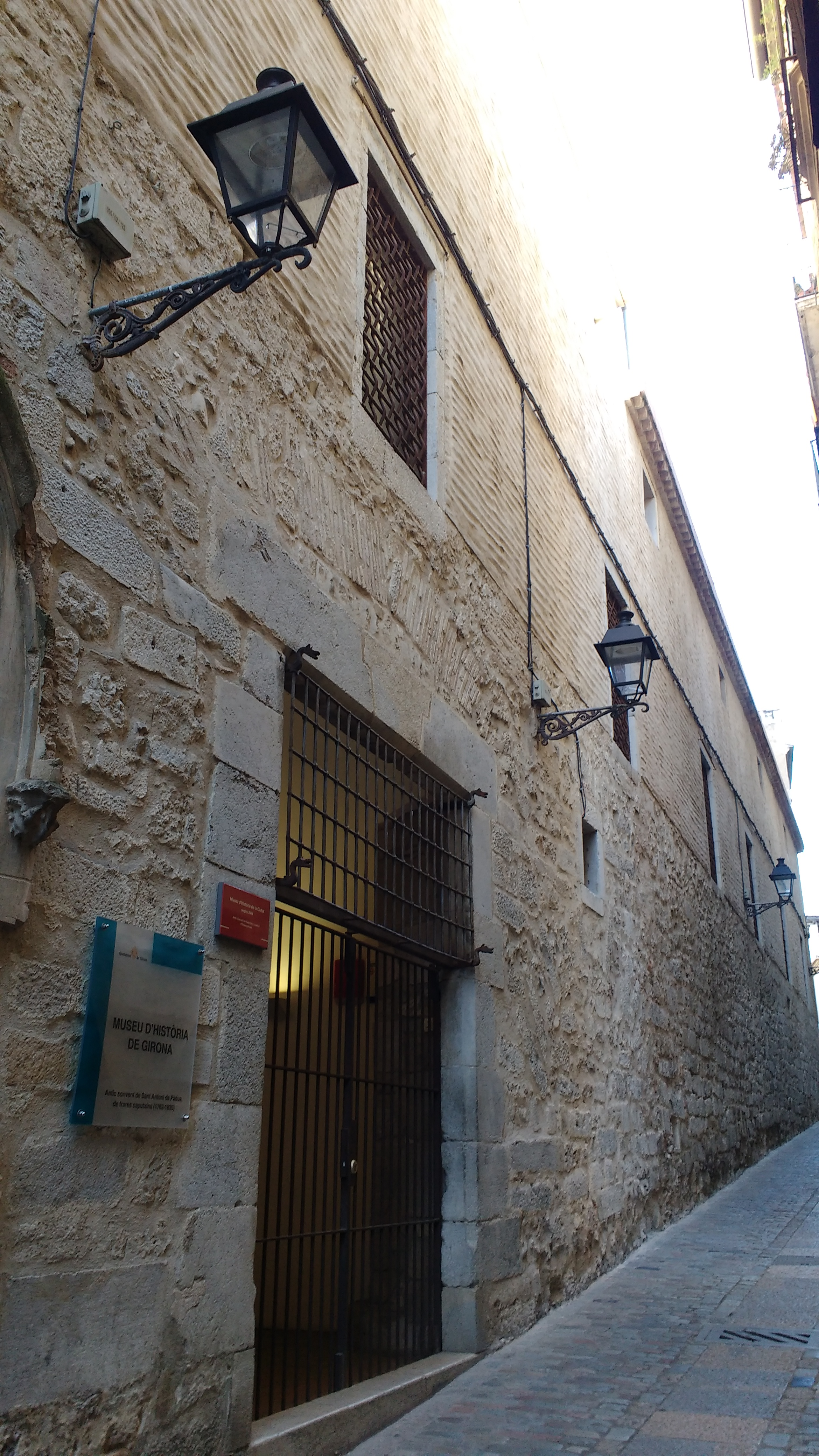
Entrada principal del Museo de Historia de Gerona, c. Força, 27

### El cementerio o secador capuchino
Se construyó en el año 1753 y es el único ejemplo que se conserva entero de Cataluña; está relacionado con el convento Barberini, en Roma, y con el de Palermo, en Sicilia. Se encuentra en la planta baja, que antiguamente era sótano, y está rodeado por dieciocho nichos verticales, con los bancos agujereados donde, según el ritual que la orden practicaba desde el siglo XVI, los frailes difuntos se colocaban allí sentados hasta la desecación de sus cuerpos. Al cabo de dos años, las momias extraídas se vestían con los hábitos religiosos y se colocaban con el objetivo de ser contempladas para la reflexión y devoción. Sigue los cánones del concepto barroco de la muerte, e invitaba a la reflexión para la consecución de la vida eterna.

### Gerona romana
Gerunda, fundada a principios del siglo I a. C., está ubicada en un punto estratégico de control del eje terrestre de comunicaciones norte-sur. Los fundadores romanos construyeron poderosas murallas y sumaron su perímetro al terreno natural, que dio lugar a una ciudad de planta casi triangular. Gerunda llegó a tener entre mil y dos mil habitantes, que vivían en un trazado urbano regular de calles paralelas y perpendiculares. El núcleo urbano representa el centro administrativo, económico, religioso y social de un territorio amplio y complejo. El suburbium de Gerunda era la corona circular, de unos cinco quilómetros de radio, donde se disponían grandes villas con una marcada personalidad, que a menudo tenían más de gran casa señorial urbana que de establecimiento agrícola.

### Gerona medieval, la clave del reino
Más de setecientos años separan la Parva Gerunda de la ciudad del siglo XVI. Durante este tiempo intermedio, Gerona vivió unos siglos de prolongación y de cambios, que han configurado poderosamente su aspecto y su imagen actuales. Ciudad de frontera hacia el sur o hacia el norte, núcleo de la organización eclesiástica, condal y real, centro económico y cuna de culturas, la Gerona medieval nos muestra, en muchos niveles, su identidad esencial, la de ser un punto clave del reino. La inclusión de la ciudad dentro del Imperio franco, en el año 785, significó su vinculación directa con los centros europeos. Este hecho determinante en la historia de Gerona, compartido con el resto de la Cataluña Vieja, implicó la importancia de su condición dentro del reino, como recinto estratégico en una frontera que vigiló las incursiones del sur hasta el siglo XII. Pero más tarde el peligro vino del norte, como en 1285, o de otros puntos, como en 1462, en el marco de una guerra civil.

### Gerona moderna, del obrador al baluarte
La Gerona de la época moderna fue una de las principales capitales del Principado de Cataluña, aunque en el curso de este periodo fue perdiendo importancia relativa, al menos en cuanto a población. A partir de la segunda mitad del siglo XVII, la ciudad se convirtió, además, en una plaza fuerte estratégica, sobre todo a raíz de las periódicas guerras con Francia. De este modo, la ciudad convulsa del siglo XVI, especializada en la producción de tejidos de lana, acabó convertida, en la segunda mitad del siglo XVIII, en una capital militar. Del obrador al baluarte, he ahí la secuencia.

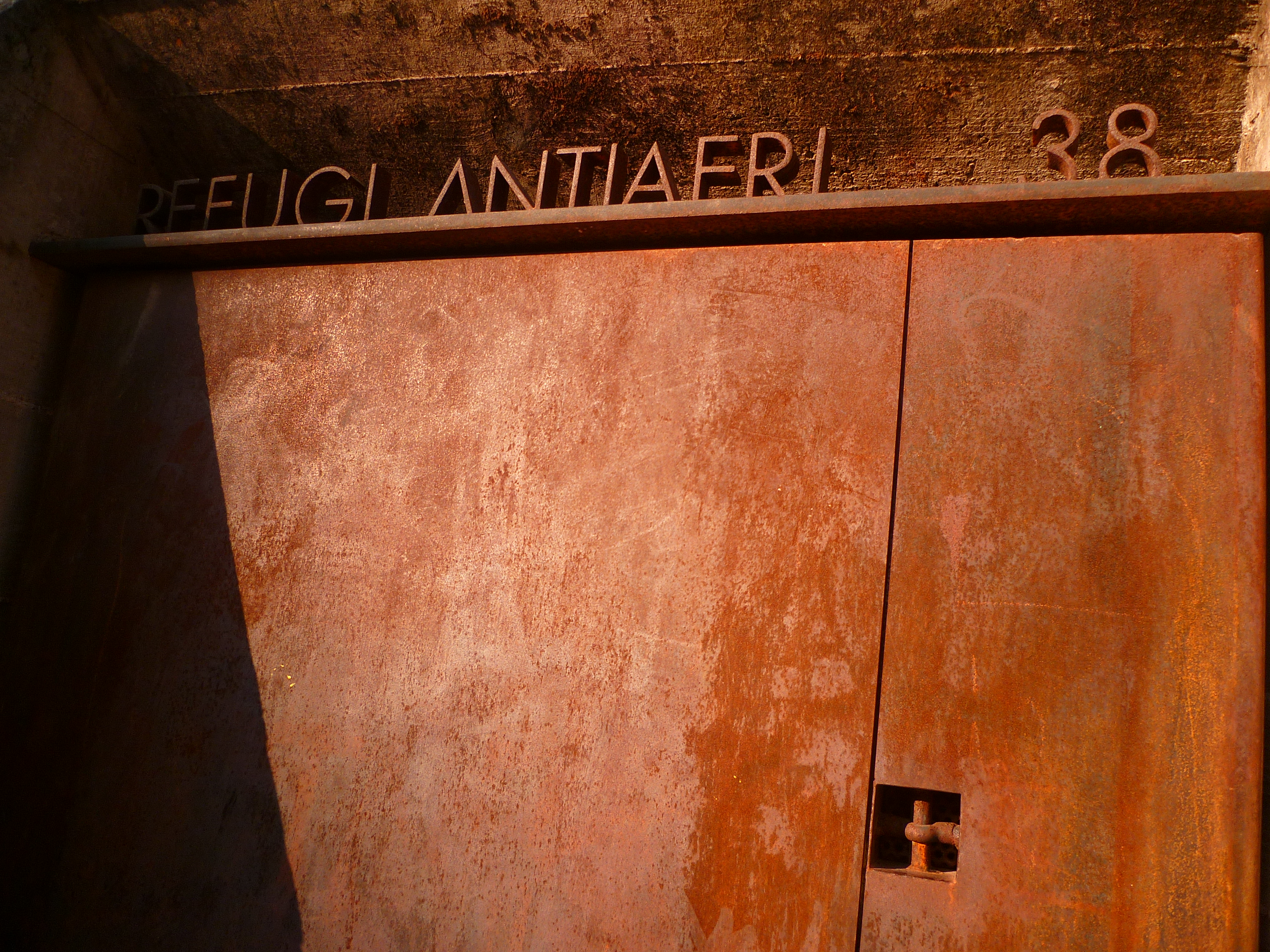
Entrada al Refugio Antiaéreo del Jardín de la Infancia

### Modernismo y novecentismo. 1900-1923
Durante el primer tercio del siglo XX, el progreso demográfico, urbanístico y comercial de la ciudad se hizo evidente en diferentes ámbitos de la cultura, con una representación emergente de asociaciones literarias, artísticas, musicales, deportivas y educativas. Cabe destacar también las aportaciones intelectuales de Carles y Darius Rahola, Prudenci Bertrana, Miquel de Palol, Josep Tharrats, Xavier Montsalvatge y Rafael Masó. Con la aparición del Modernismo y, más adelante, del Novecentismo, Gerona se convirtió en el segundo núcleo cultural de Cataluña.

### Gerona contemporánea
La instauración del nuevo orden franquista, después de la derrota republicana en la Guerra Civil, produjo una fractura histórica sin precedentes. En la ciudad de Gerona, como en el resto del Estado español, las dos primeras décadas de la dictadura se caracterizaron por la sumisión de la mayoría de la población a una situación dominada por el miedo, la represión y las dificultades económicas. La lucha diaria por la supervivencia se convirtió en el principal rasgo identificador de una sociedad dirigida por un sistema político con voluntad totalitaria y vocación fuertemente españolista. Del mismo modo que en la Alemania nazi y en la Italia fascista, el franquismo abolió cualquier signo de libertad democrática.

## Piezas y objetos destacados
- Calle Cúndaro. Esta artista polaca profundiza en el conocimiento de la ciudad e inicia una serie de vistas pictóricas de una forma absolutamente personal, basada en la inmediatez y la agitación del trazo y en un lirismo agridulce de los escenarios gerundenses, como esta calle de Cúndaro. Desde el siglo XIX, la península ibérica acogió a un elevado número de viajeros europeos que, seducidos por el exotismo español, plasmaron artísticamente su percepción de diferentes rincones del territorio, como el ilustrador Gustave Doré o la pintora Sophia Dunbar. En relación con Gerona, el caso más paradigmático es el de la polaca Mela Mutermilch. En 1914, llega a la ciudad procedente de París como pintora consagrada y expone en la Sala Athenea.[9]
- El gran día de Gerona. Junto a La batalla de Tetuán (1862-1864), de Mariano Fortuny, el cuadro El gran día de Gerona, de Ramón Martí Alsina, coetáneo del anterior y, aunque inacabado, es la obra de mayor tamaño de la pintura catalana sobre tela. Actualmente, se expone en el Auditorio Josep Irla de Gerona. La tela que se muestra aquí es una de las once pinturas que realizó Martí i Alsina, además de numerosos dibujos y bocetos, para la preparación del gran cuadro de historia sobre la Guerra de la Independencia. La pintura, a caballo entre el Romanticismo y el realismo, sitúa al general Álvarez de Castro en medio de la escena y en plena visita al campo de batalla, el 19 de septiembre de 1809, rodeado de los defensores de la ciudad y de los franceses abatidos después de haber repelido el ataque de los asediadores.[10]
- Escudo imperial. Entre España y Francia. En el siglo XVII, Gerona y Cataluña pasan constantemente de la monarquía francesa a la española. Este ha sido el drama de estar en medio del imperialismo de dos grandes potencias.[11]
- Imploración. Esta escultura es un ejemplo de depuración formal, con una concepción muy personal del trato de la figura humana, en especial la femenina, el eje iconográfico de su corta trayectoria. El 20 de julio de 1894 nació el escultor Fidel Aguilar (Gerona, 1894-1917). Desde 1983, el Museo de Historia tiene un espacio dedicado a este artista gerundense. Tallista de oficio, fue junto al arquitecto Rafael Masó, el máximo exponente del espíritu novecentista gerundense. Su obra deja entrever influencias modernistas, simbolistas y de la Secesión vienesa.[12]
- Miquel de Palol. Escultura original de Guinó que retrata el cuerpo completo de Miquel de Palol. Se trata de un excelente retrato de aspecto impresionista. Guinó refleja una etapa precisa de la vida del importante literato gerundense. Este, de pie, con el cuerpo ligeramente inclinado, sostiene un libro con las manos atrás. La familia de Palol conservaba el original en yeso que Guinó realizó en 1910, y en el año 2013 lo donó al Ayuntamiento de Gerona. El consistorio hizo una escultura de bronce, que se ha depositado en el Museo de Historia y se exhibe en las salas dedicadas a mostrar el arte y la cultura del Modernismo y del novecentismo en Gerona.[13]
- Retrato del obispo Lorenzana. El Museo de Historia de Gerona ha incorporado en sus salas un retrato del obispo Tomás de Lorenzana. Esta pintura se atribuye a Manuel Tremulles (c. 1764), discípulo de Antoni Viladomat. En la obra, el obispo muestra orgulloso los planos de la capilla de Sant Narcís de la iglesia de Sant Feliu, una de las obras más significativas de su patronazgo, junto con la construcción del hospicio, proyectos vinculados al ideario académico del arquitecto Ventura Rodríguez.[14]
- Tenora metálica. Josep Coll i Ligora fue el creador de la tenora metálica, gran compositor y excelente intérprete. Josep Coll tocó con esta tenora durante veintiséis años seguidos. La construcción del instrumento estuvo avalada por Francesc Pujol (director del Orfeón Catalán) y Josep Serra (director de la Cobla Barcelona). La tenora metálica ocasionó una importante polémica entre sardanistas y músicos, con controversias a favor y en contra. El instrumento se construyó con la finalidad de encontrar más estabilidad en la afinación y conseguir un sonido más homogéneo y brillante mediante una perforación y una distancia de los agujeros diferentes.[15]
- Virgen del Rosario. El culto a la Madre de Dios del Rosario fue el más importante y extendido de toda la época moderna. En Gerona, la Cofradía del Rosario tenía la sede en la iglesia del convento de Sant Domènec. Esta escultura, de finales del siglo XVI, es un bonito ejemplo de esta devoción.[16]
- Mosaico pavimental de Can Pau Birol. Se representa una carrera de cuadrigas en el Circo Máximo de Roma. Al lado de las cuadrigas se indican los nombres de los aurigas y de los caballos principales de cada tiro. La cuadriga dirigida por Filoromus, de la facción blanca y con el caballo Pantaracus, son los ganadores de la competición, seguida por la de la facción roja, con Tórax y el caballo Polistefanus; más retrasada aparece la facción azul, con Calimorfus en las riendas y Patynicus liderando el tiro y la facción verde del auriga Limenius y el caballo Euplium.[17]
- El Ángel de la Catedral. Escultura barroca en bronce de Ramon Salvatella, de 1764. No tiene un tratamiento muy esmerado a causa de su destino. La vestimenta está concebida en un estilo monumental. Tiene una cierta desproporción para corregir el efecto óptico, por lo que debía verse en perspectiva de sotto in su, es decir, de abajo arriba. Esta corrección se puede observar a través de dos detalles anatómicos: la disposición elevada de la cintura y la cinta y el avance de la pierna izquierda, en forma de ángulo, para conseguir una enfatización volumétrica.[18]
- Virgen con el niño. Al ser uno de los centros principales de la Cataluña artística medieval, Gerona conserva todavía un repertorio con creaciones notables del románico y del gótico. La ciudad fue una pieza imprescindible del sistema cultural y literario del país a lo largo de los siglos medievales.[19]
- Reloj de la catedral. Construido a finales del siglo XV por los maestros mayores de la catedral, este reloj ha sufrido varias renovaciones a lo largo del tiempo: la más importante fue realizada por Antoni Pafoi en el año 1783. A principios del siglo XX, el gerundense Joan Fabra renovó la maquinaria, que estuvo funcionando hasta el año 1985.[20]
- Raimunda Nouvilas de Pagès. Raimunda Nouvilas de Pagès fue comandanta de la segunda escuadra de la Compañía de la Concepción, de las heroínas de Santa Bárbara, que tenía encomendada la tarea de asistir a los baluartes de Figuerola y de la Santa Cruz y al paño de muralla que los separaba.[21]
- Turbina hidráulica de tipo “Fontaine”. Durante la segunda mitad del siglo XIX, en Gerona se llevaron a cabo algunas de las primeras aplicaciones de los nuevos descubrimientos de la era industrial. El ingeniero Narcís Xifra Masmitjà completó con éxito las primeras pruebas de alumbrado eléctrico público, de telegrafía y de telefonía, entre otras, realizadas en Cataluña. Por su parte, la empresa La Gerundense puso en marcha, en el año 1843, la primera fábrica de papel continuo.[22]
- La cobla y la sardana. Música y danza en Girona. Sala dedicada a la sardana, muy útil para entender qué es la cobla. También se puede ver cómo ha ido evolucionando el uso y la producción de instrumentos de viento en la Cataluña Vieja durante los últimos tres siglos, con una colección única de instrumentos que incluye desde las chirimías de capilla, en perfecto estado de conservación, los tiples arcaicos y las primeras tenoras, hasta la obra de Turón, Catroi y otros constructores de instrumentos históricos.[23]